# ذي المحمر (السياني)

تعديل مصدري - تعديل

ذي المحمر هي إحدى قرى عزلة النقيلين بمديرية السياني التابعة لمحافظة إب، بلغ تعداد سكانها 287 نسمة حسب تعداد اليمن لعام 2004.